# デビッド・グリマン
デビッド・グリマン（David Grimán Méndez、1967年3月10日 - ）は、ベネズエラ出身のプロボクサー。元WBA世界フライ級王者。

## アマチュアでの戦績
- 1986年、モスクワで行われた第1回グッドウィルゲームズのフライ級で銅メダルを獲得した。
- 1987年、インディアナポリスで行われた第10回パンアメリカン競技大会のフライ級で銀メダルを獲得した。
- 1988年、ソウルオリンピックのボクシングフライ級ベネズエラ代表となった。

## プロでの戦績
1989年3月31日、プロデビュー。
同年12月16日、7戦目でベネズエラ国内ジュニアバンタム級（現:スーパーフライ級）王座獲得。
その後、東京の帝拳プロモーションとマネージメント契約を締結し、日本のリングにもたびたび登場するようになる（1990年8月11日には後楽園ホールで後のWBA世界ジュニアバンタム級王者李炯哲（韓国）に10回判定勝ち）。
1991年7月20日、無敗のまま14戦目で世界初挑戦。敵地でWBA世界ジュニアバンタム級王者カオサイ・ギャラクシー（タイ）に挑むが、5回TKO負け。プロ初黒星を喫する。
その後、1階級下のフライ級に転向し、1992年12月15日、世界再挑戦。同国人のWBA世界フライ級王者アキレス・グスマンに挑み、12回判定勝ち。18戦目で世界王者に輝いた。1993年6月21日の初防衛戦では大阪で元世界2階級王者井岡弘樹を8回TKOに降す。その後、10月4日には2度目の防衛にも成功。
1994年2月13日、3度目の防衛戦。敵地でセーン・ソー・プロエンチット（タイ）と対戦。前評判では圧倒的に有利とされたが、挑戦者の技巧の前によもやの12回判定負け。王座から陥落した。
その後、後楽園ホールで2試合を行い、ともにKO勝ち。
1995年11月11日、2階級制覇への足掛かりとして中米ジュニアバンタム級王座決定戦に出場。元WBA世界フライ級王者の同国人ヘスス・ロハスと対戦するが、12回判定負けを喫する。ロハスとは1996年2月17日にも再戦するが、ここでも12回判定負け。
1997年7月26日、WBAラテンアメリカバンタム級王座挑戦。王者クアテモク・ゴメス（メキシコ）に挑んだが、12回判定負けで王座獲得ならず。この試合を最後に引退した。

## 獲得タイトル
- WBA世界フライ級王座（防衛2）